# Hans-Bernhard-Schiff-Literaturpreis
Der Hans-Bernhard-Schiff-Literaturpreis ist ein Kulturpreis der saarländischen Landeshauptstadt Saarbrücken. Er wurde erstmals im Jahr 1997 im Gedenken an den in 1915 in Berlin geborenen, seit 1947 im Saarland ansässigen und dort 1996 gestorbenen Autor Hans Bernhard Schiff vergeben.
Der mit 5.000 € dotierte Literaturförderpreis wird für Kurztexte von maximal 8 Seiten Umfang vergeben, die inhaltlich oder über die Person des Autors in engem Bezug zur Saar-Lor-Lux-Region stehen. Er wird jährlich im Dezember verliehen. Die eingesandten Texte können auf Deutsch, Französisch, Luxemburgisch oder in den regionalen Mundarten der Saar-Lor-Lux-Region verfasst sein, das Genre ist frei wählbar. Die Jury hat zudem die Möglichkeit, über den Hauptpreis hinaus auch einen Förderpreis in Höhe von 500 Euro zu vergeben.
Erstmals wurde im Jahr 2013 der Hans-Bernhard-Schiff-Literaturpreis in zwei Kategorien ausgeschrieben: bisher unveröffentlichten Autoren stand der mit 1000 € dotierte Förderpreis, veröffentlichten Autoren der mit 4000 € dotierte Hauptpreis zur Bewerbung offen. Seit 2018 sind nur dramatische Texte und Texte in Prosa zugelassen. Die Jury kann seither den Preis an einen Wettbewerbsbeitrag vergeben oder ihn an mehrere Beiträge gleichberechtigt geteilt vergeben.

## Siegertexte
Die Texte der Preisträger werden in der Regel in dem am Abend der Preisverleihung kostenfrei ausgegebenen Programmheft der Verleihung publiziert. Die ausgezeichneten Texte der Jahre 1997–2007 erschienen auch in 10 Jahre Hans-Bernhard-Schiff-Literaturpreis. Ein Leitfaden.

## Preisträger
- 1997 Hauptpreis: Helge Dawo: An der Aktualität geht die Wirklichkeit zu Grunde. (Prosa)
  - Sonderpreis: Holger Kellmeyer: Ein Tag. (Prosa)
- 1998 Hauptpreis: Toni Huber: Und wenn die Dinge Leben hätten. (Prosa) In der Stadt in die Sänfte. (Prosa)
  - Sonderpreis: -
- 1999 Hauptpreis: Jean-Louis Kieffer: Grenzsteen. (Prosa)
  - Sonderpreis: -
- 2000 Hauptpreis: Karl-Stephan Werkmeister: Geschäftsreise (Prosa)
  - Sonderpreis: -
- 2001 Hauptpreis: Martin Bettinger: Vater, komm erzähl vom Krieg (Prosa)
  - Sonderpreis: -
- 2002 Hauptpreis: Bert Lemmich: Lenas Traum (Prosa)
  - Sonderpreis: Sébastien Jaeger: Alles, was du mir sagst, ist wahr, nur mein Herz hört nicht mit. (Prosa)[2].
- 2003 Hauptpreis: Erhard Schmied: Rue des Allemands (Prosa, dt.)
  - Sonderpreis: Giulio-Enrico Pisani: Le rêve américain (Prosa, frz.)
  - Sonderpreis: Saskia Hellmund: Der weite Weg (Prosa, dt.)
- 2004 Hauptpreis: - Kein Preis vergeben.
  - Sonderpreis: -
- 2005 Hauptpreis: Hans Peter Hoffmann: Nachtrag zum statischen Gutachten, Haus 35/Planskizze 24/8594, Abschnitt 23B, Lorenweg 7, Hühnerfeld/Sulzbach (Prosa)
  - Sonderpreis: Giulio-Enrico Pisani: Vie, où est ta victoire?
- 2006 Hauptpreis: Andreas Kohler: Kriesch im Kopp, 1982 (Prosa)
  - Sonderpreis: Nelia Dorscheid: meute (Prosa)
- 2007 Hauptpreis: Axel Herzog: Die Anhörung (Prosa)
  - Sonderpreis: Harald Ley: Et Gléck vonn der Erd (Lyrik)
- 2008 Hauptpreis: Marc Guerbeur: Deux ou trois choses que tu sauras de moi (Prosa, frz.)[3].
  - Sonderpreis: -
- 2009 Hauptpreis: Ullrich Schäfer: Die Straße (Prosa)[4].
  - Anerkennungspreis: Edith Günther-Marx: Mai 1945 (Prosa)[5].
- 2010 Hauptpreis: Hans Gerhard: Flachs und Lärchen (Prosa)[6].
  - Anerkennungspreis: Sven Buchwalter: Le Soldat Ennemi (Prosa, frz.)
  - Förderpreis: Joana Weis: Warum die Tiere nicht sprechen können (Prosa)
- 2011 Hauptpreis: Christiane Grün: « ... en prêtant l'oreille au plus profond de tout éloinement et de tout silence, ... » (Prosa, frz.)[7].
  - Sonderpreis: Nelia Dorscheid: Die Einladung (Prosa, dt.)
- 2012 Sonderpreis: Christopher Ecker: kenner meh doh (unn siwwe annere) (Lyrik)[8].
  - Förderpreis: Kevin Höhn: Brüder (Prosa)
  - Förderpreis: Nora Wagener: Schwester – Tier – Geschichte (Prosa)
- 2013 Hauptpreis: Nelia Dorscheid: Das Gnadenstück (Dramatik)[9] und Bernd Marcel Gonner: Ihr wisst ja nicht oder Die beste aller möglichen... (Prosa)[10]
  - Förderpreis: Kevin Höhn: Hemalion (Prosa)
- 2014 Hauptpreis: Eva Paula Pick: Unter den Gleisen (Prosa, dt.)[11].
  - Förderpreis: Daria Kramskaja: Gaia (Prosa, dt.)
  - Förderpreis: Andreas Sebastian Rouget: Der Schlag
- 2015 Hauptpreis: Anja Schneider: Mit den Kranischen fliegen (Prosa, dt.), und: Martina Berscheid: Seit (Prosa, dt.)
  - Förderpreis: Andreas Sebastian Rouget: Jurij (Prosa, dt.)
- 2016 Hauptpreis: Kevin Höhn: Kitsune = Fuchs (Prosa, dt.), und: Linus I. Molitor: Busbahnhof HD. Aus einem topographischen Porträt (Prosa, dt.)
  - Förderpreis: Daria Kramskaja: Das offene Fenster (Prosa, dt.)
- 2017 Förder- und Sonderpreis: Michaela Albrecht: Sie warteten
- 2018 Förderpreis: Rebekka Thiel: Thees
  - Förderpreis: Silvana Uibel: Wenn Pilze schimmeln
- 2019 1. Preis: Irina Rosenau: Die Stunde des Farns
  - 2. Preis: Michaela Albrecht: Metamorphose
- 2020 Hauptpreis: Guy Helminger: Seit wir Besuch hatten, tropft der Hahn
  - Hauptpreis: Avy Gdansk: Nachtvergießen
- 2021 Hauptpreis: Claire Gondor: TERRE DONT LE NOM EST OISEAU
  - Hauptpreis: Silvana Uibel: Biest mode
- 2022 Hauptpreis: Natascha Denner: First Love
  - Hauptpreis: Erhard Schmied: Das Blaue mit den kurzen Armen